# Stadspark Osdorp
Het Stadspark Osdorp is een park in de Amsterdamse wijk Osdorp.  Het is een vrij nieuw park, het is in 1990 uitgebreid en heeft in de jaren daarna in het kader van de grootschalige stadsvernieuwing van Osdorp zijn huidige vorm gekregen.  Het park is gelegen langs de westzijde van Hoekenes tussen Tussen Meer en de Pieter Calandlaan en ten oosten van de Wolbrantskerkweg en de Koos Vorrinkweg.

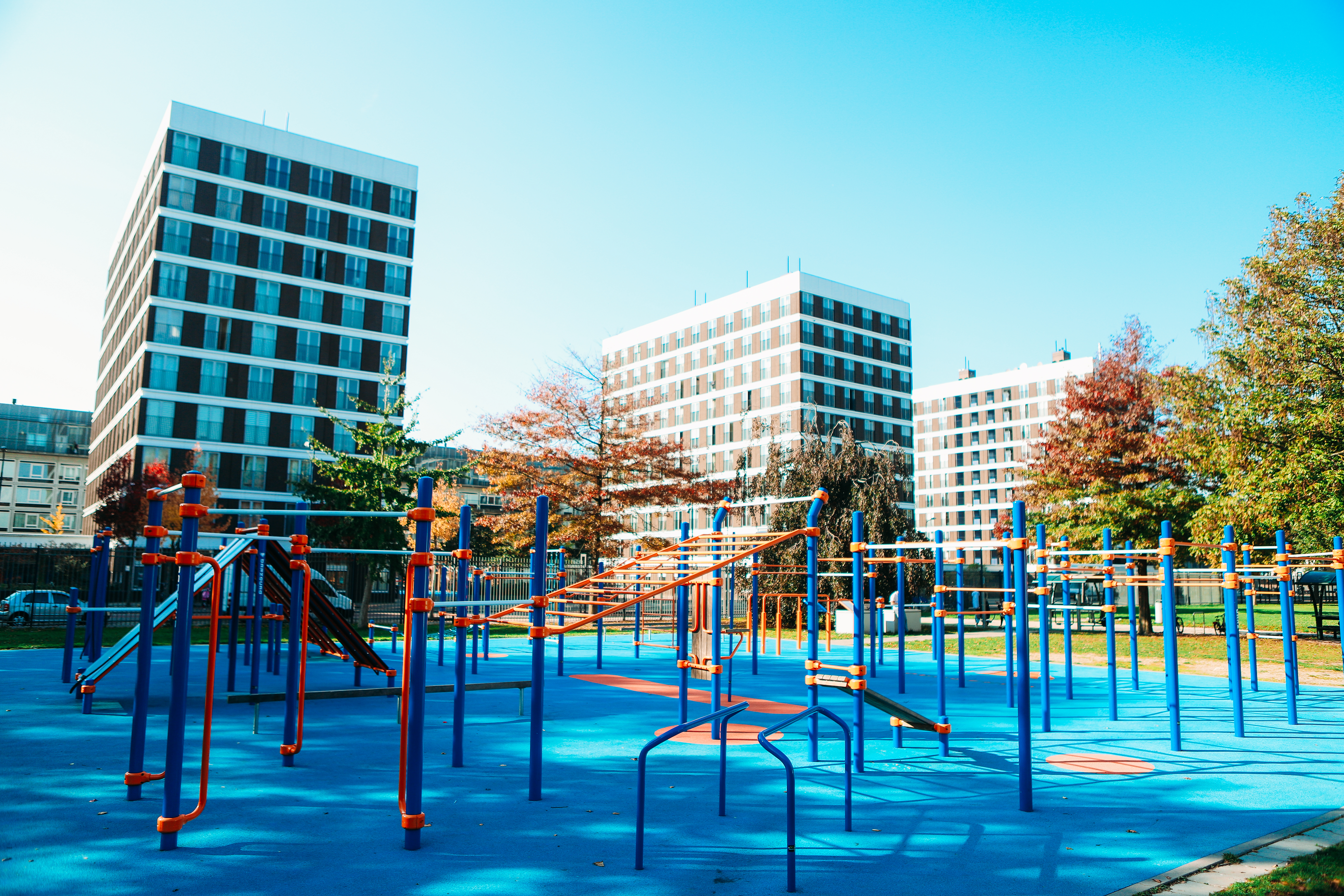
Het calisthenics park

Het stadspark is omsloten met een hekwerk. Midden in het park is een muziekpodium gebouwd. In het park staan, bij de beide bruggen over de Hoekenesgracht, sinds 2007 kleurige geglazuurde aardewerken fantasie-beelden die de kunstenaar Adriaan Rees samen met kinderen uit de buurt heeft gemaakt. In juni 2017 werd in het park het grootste calisthenics park van de wereld geopend.
In het park vinden allerlei activiteiten plaats waaronder een kermis.